# ورزشگاه ملی آبوجا
ورزشگاه ملی آبوجا (انگلیسی: National Stadium, Abuja) یک ورزشگاه چندمنظوره در شهر آبوجا، حوزه فدرال مرکزی (نیجریه) است.این ورزشگاه به عنوان محل برگزاری دیدارهای تیم ملی فوتبال نیجریه و همچنین مرکز رویدادهای مختلف اجتماعی، فرهنگی و مذهبی است.
این ورزشگاه که عملیات اجرایی آن در ۱۸ ژوئیه ۲۰۰۰ آغاز شده و در سال ۲۰۰۳ افتتاح شد.استادیوم برای میزبانی جام ملت‌های آفریقا ۲۰۰۳ ساخته شد که ظرفیت آن ۶۰٬۴۹۱ نفر است.

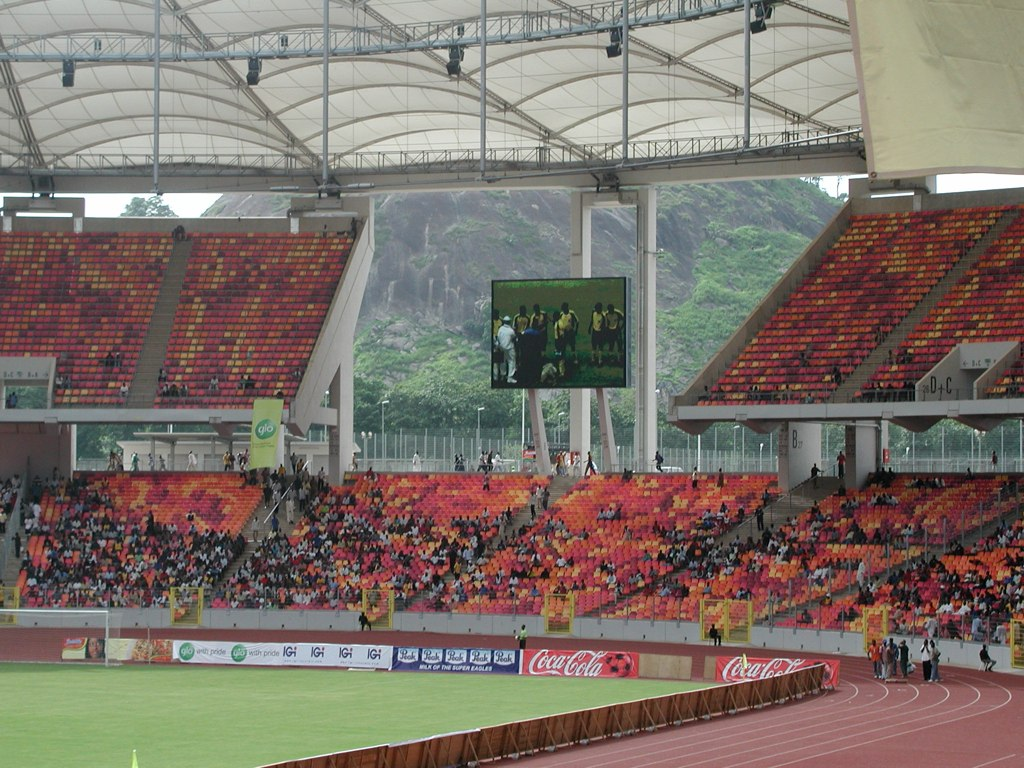
نمایی از صندلی های ورزشگاه